# Cinema trash

Alberto Tomba e Michelle Hunziker in Alex l'ariete (2000), un film di culto nell'ambito del cinema trash italiano.

Con il termine cinema trash (in inglese Z-movie), ovvero "cinema spazzatura", si definiscono quei film a basso costo che sono realizzati con costi e qualità ancora inferiori rispetto ai film di serie B. I film trash devono essere distinti dai generi exploitation, kitsch e camp. Lo scrittore Tommaso Labranca indica cinque tasselli che creano il genere trash: la «libertà d'espressione», il «massimalismo» (ovvero seguire un modello, ma senza preoccuparsi di imitarlo alla lettera), la «contaminazione», l'«incongruenza» e l'«emulazione fallita».

## Un prodotto di scarsa qualità
Il termine Z-movie nasce nella metà degli anni sessanta, per definire in modo informale alcuni film che erano senza dubbio di scarsa qualità. In breve tempo questo termine finisce per definire i film a basso costo e con standard qualitativi inferiori sia rispetto alla maggior parte dei film di serie B sia rispetto a quelli definiti di serie C. Nonostante i film di serie B abbiano una trama mediocre e un cast composto da attori prevalentemente sconosciuti o alla loro prima esperienza cinematografica, spesso hanno una illuminazione, un montaggio e una regia fatte in modo adeguato, mentre i film di serie C, pur presentando uno scarso budget, sono generalmente prodotti per l'industria cinematografica commerciale e quindi tendono a rispettare determinate norme di produzione. I film trash, a differenza dei precedenti, spesso non sono prodotti a fini commerciali e spesso sono realizzati con un budget molto limitato.
Molto spesso i film trash presentano sceneggiature con poco senso, diverse falle nella trama, attori non professionisti che recitano male o non sono in grado di recitare affatto, montaggio scadente e scarsa illuminazione. Alcuni B-movie degli anni trenta, prodotti da alcune case di produzione minori – dette Poverty Row – possono essere considerati i predecessori dei film trash. Successivamente, i film trash non evidenziarono lo stesso livello d'incompetenza tecnica; oltre a trame e recitazioni di scarsa qualità, spesso caratterizzate da contenuti violenti, sanguinosi e/o sessuali e con un minimo di interesse artistico, finirono prontamente nella categoria dell'exploitation o dei film "grindhouse".
Il regista Ed Wood è spesso ritenuto il più importante creatore di film trash, al punto che a volte viene definito come il "peggior regista nella storia del cinema"; il suo film Plan 9 from Outer Space del 1959 è spesso etichettato come il peggior film di sempre. Nel 1966 Harold P. Warren, un rappresentante di assicurazioni, per una scommessa fatta con uno sceneggiatore professionista, tentò di realizzare un proprio film e, sotto lo pseudonimo di A. J. Nelson, scrisse, produsse, diresse e interpretò Manos: The Hands of Fate, pellicola anch'essa considerata tra le peggiori di sempre, se non la peggiore in assoluto; ignorata completamente per molti anni, è stata riscoperta nel 1993 in un episodio della serie Mystery Science Theater 3000, raggiungendo velocemente lo status di cult nel campo del cinema di serie Z.
Con la popolarità di mezzi come YouTube, i film a basso costo stanno avendo una rinascita: tra i tanti esempi merita una citazione Melonheads, che, in origine pubblicato su YouTube, ha ottenuto successo dopo essere stato descritto in un articolo su cracked.com.

## Significato
Il primo uso del termine grade-z movie (che all'epoca non aveva il significato dispregiativo odierno) si trova nella recensione giornalistica scritta nel gennaio 1965 dal critico Kevin Thomas sul film La tomba di Ligeia (1964), un film dell'American International Pictures diretto da Roger Corman.
Oggi l'uso prevalente del termine Z movie è quello introdotto nel 1975 da Todd McCarthy nel libro Kings of Bs. Anche se il termine Z movie è usato più comunemente per descrivere film di basso livello dalle caratteristiche descritte sopra, alcuni critici usano il termine in senso più ampio anche per descrivere un film prodotto a basso costo che sfida le norme del cinema tradizionale distinguendosi in qualche modo significativo.